# Scienza e fantasia
Scienza e fantasia  (Science Fiction Theatre) è una serie televisiva statunitense di fantascienza in 78 episodi trasmessi per la prima volta nel corso di 2 stagioni dal 1955 al 1957. La serie fu trasmessa in patria in un secondo ciclo ancora in syndication con il titolo di Beyond the Limits.

## Descrizione
È una serie televisiva di tipo antologico in cui ogni episodio rappresenta una storia a sé. Gli episodi sono storie di genere fantascientifico, si rifanno a varie teorie scientifiche o pseudo-scientifiche (la produzione si avvalse della collaborazione di diversi scienziati) e vengono presentati da Truman Bradley (che saluta gli spettatori anche alla fine di ogni episodio). Ogni episodio viene aperto da Bradley con la rappresentazione scenica di un esperimento legato al soggetto dell'episodio che poi segue.
La serie si concentra su temi come il volo spaziale, i robot, la telepatia, i dischi volanti e l'arrivo degli extraterrestri. La serie tratta anche i viaggi nel tempo (nel secondo episodio della prima stagione una giovane coppia scopre che i loro vicini possiedono strani ed avanzati oggetti ed elettrodomestici tecnologici e che sono arrivati dal futuro per sfuggire a un governo oppressivo) o il tema della manipolazione del tempo (nel 38º episodio della prima stagione un gruppo di scienziati durante un conclave scopre che i loro materiali stanno svanendo e che il tempo stesso si ferma a loro insaputa a causa di una spia che poi tentano di catturare).

## Guest star
Tra le  guest star: Jan Shepard, Brad Jackson (I), Robert Carson, Walter Kingsford, Marshall Thompson, Sydney Smith, Charles Smith, Robert Shield, Carl "Alfalfa" Switzer, DeForest Kelley, William Lundigan, Ellen Drew, Basil Ruysdael, Tom Drake, Mark Lowell, Don DeFore, Warren Stevens, Marie Windsor, Peggy O'Connor, John Howard, Vera Miles, Clarence Lung, Stanley Andrews, Hal K. Dawson, Richard Arlen, Jess Barker, Carlyle Mitchell, Jonathon Hale, Hal Forest, Irving Mitchell.

## Produzione
La serie fu prodotta da Ivan Tors Productions; è la prima serie prodotta da Ivan Tors.  Le musiche furono composte da Ray Bloch e David Rose. La prima stagione fu girata a colori, ma per tagliare i costi la seconda stagione fu girata in bianco e nero.

### Registi
Tra i registi sono accreditati:
- Herbert L. Strock in 19 episodi (1955-1956)
- Paul Guilfoyle in 15 episodi (1955-1957)
- Eddie Davis in 13 episodi (1955-1957)
- Henry S. Kesler in 7 episodi (1955)
- Tom Gries in 5 episodi (1955-1956)
- Jack Arnold in 4 episodi (1955)
- Leigh Jason in 4 episodi (1955)
- Leon Benson in 3 episodi (1955-1956)
- Jack Herzberg in 3 episodi (1955-1956)
- Alvin Ganzer in 2 episodi (1955)

### Sceneggiatori
Tra gli sceneggiatori sono accreditati:
- Ivan Tors in 23 episodi (1955-1956)
- Stuart Jerome in 9 episodi (1955-1956)
- Lou Huston in 8 episodi (1955-1957)
- Arthur Weiss in 6 episodi (1955-1957)
- Doris Gilbert in 6 episodi (1955-1956)
- Norman Jolley in 5 episodi (1955-1956)
- Lee Hewitt in 4 episodi (1955-1956)
- Ellis Marcus in 4 episodi (1955-1956)
- Hendrik Vollaerts in 4 episodi (1955-1956)
- Jerry Sackheim in 4 episodi (1955)
- Robert Smith in 3 episodi (1955-1957)
- Robert M. Fresco in 3 episodi (1955-1956)
- Tom Gries in 3 episodi (1955-1956)
- Sloan Nibley in 3 episodi (1955-1956)
- Thelma Schnee in 2 episodi (1955-1956)
- Richard Joseph Tuber in 2 episodi (1955-1956)
- George Van Marter in 2 episodi (1955)
- Meyer Dolinsky in 2 episodi (1956-1957)
- George Asness in 2 episodi (1956)
- Peter R. Brooke in 2 episodi (1956)
- Joel Rapp in 2 episodi (1956)
- Eric Freiwald in un episodio (1955-1958)

## Distribuzione
La serie fu trasmessa negli Stati Uniti dal 5 aprile 1955 al 16 aprile 1957 in syndication. In Italia furono trasmessi 26 episodi con il titolo Scienza e fantasia. Il primo episodio trasmesso in Italia fu L'onda Omicron (The Missing Waveband), giovedì 11 settembre 1958.

## Episodi
| Stagione         | Episodi | Prima TV USA |
| ---------------- | ------- | ------------ |
| Prima stagione   | 39      | 1955-1956    |
| Seconda stagione | 39      | 1956-1957    |